# Heinrich von Angeli
Heinrich von Angeli (8. července 1840, Sopron – 21. října 1925, Vídeň) byl rakouský malíř.

## Život
Po studiu na vídeňské akademii odešel v roce 1856 do Düsseldorfu, kde studoval na Akademii umění u Emanuela Leutzeho. Krátce se vzdělával u Karla von Pilotyho na Akademii v Mnichově a v roce 1858 si otevřel vlastní studio.
Po návratu do Vídně v roce 1862 zaznamenal úspěch jako historizující a portrétní malíř. Stal se významným portrétistou evropské šlechty. Podíl na jeho vzestupu měla jeho mecenáška a žačka císařovna Viktorie Sasko-Koburská, kterou stejně jako její matku královnu Viktorii několikrát portrétoval. V roce 1880 maloval také pozdější císařovnu Augustu Viktorii.
V roce 1894 byla po něm pojmenována vídeňská ulice Angeligasse.
Je pochován na vídeňském centrálním hřbitově (skupina 32 C, číslo 6).

## Galerie

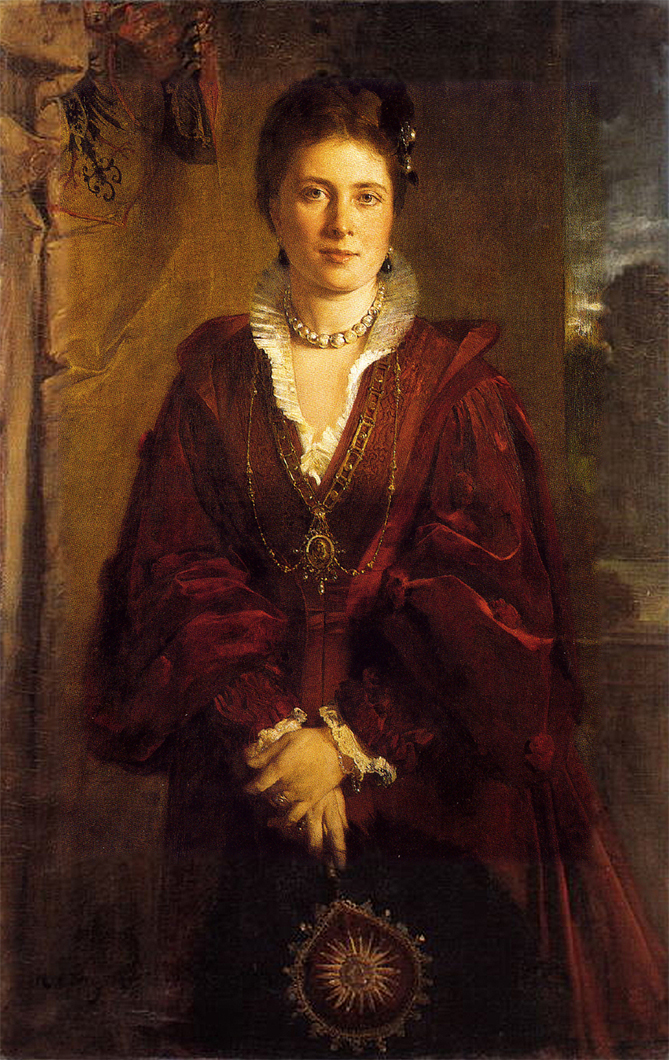
Princezna Viktorie Pruská
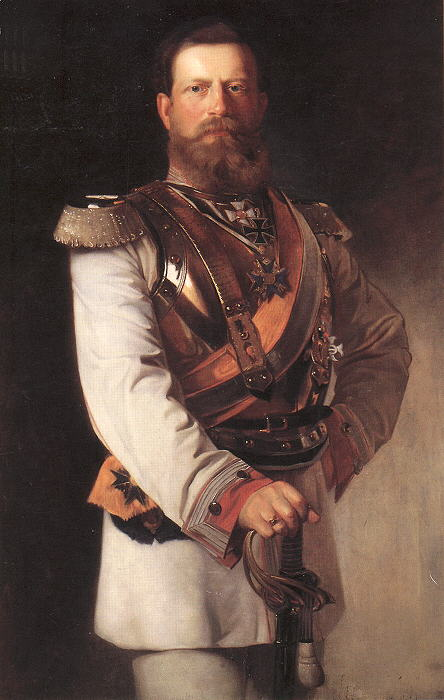
Friedrich III.
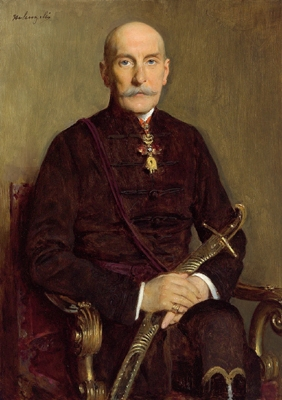
Mikuláš Palffy